# 발라슈스케메지르지치

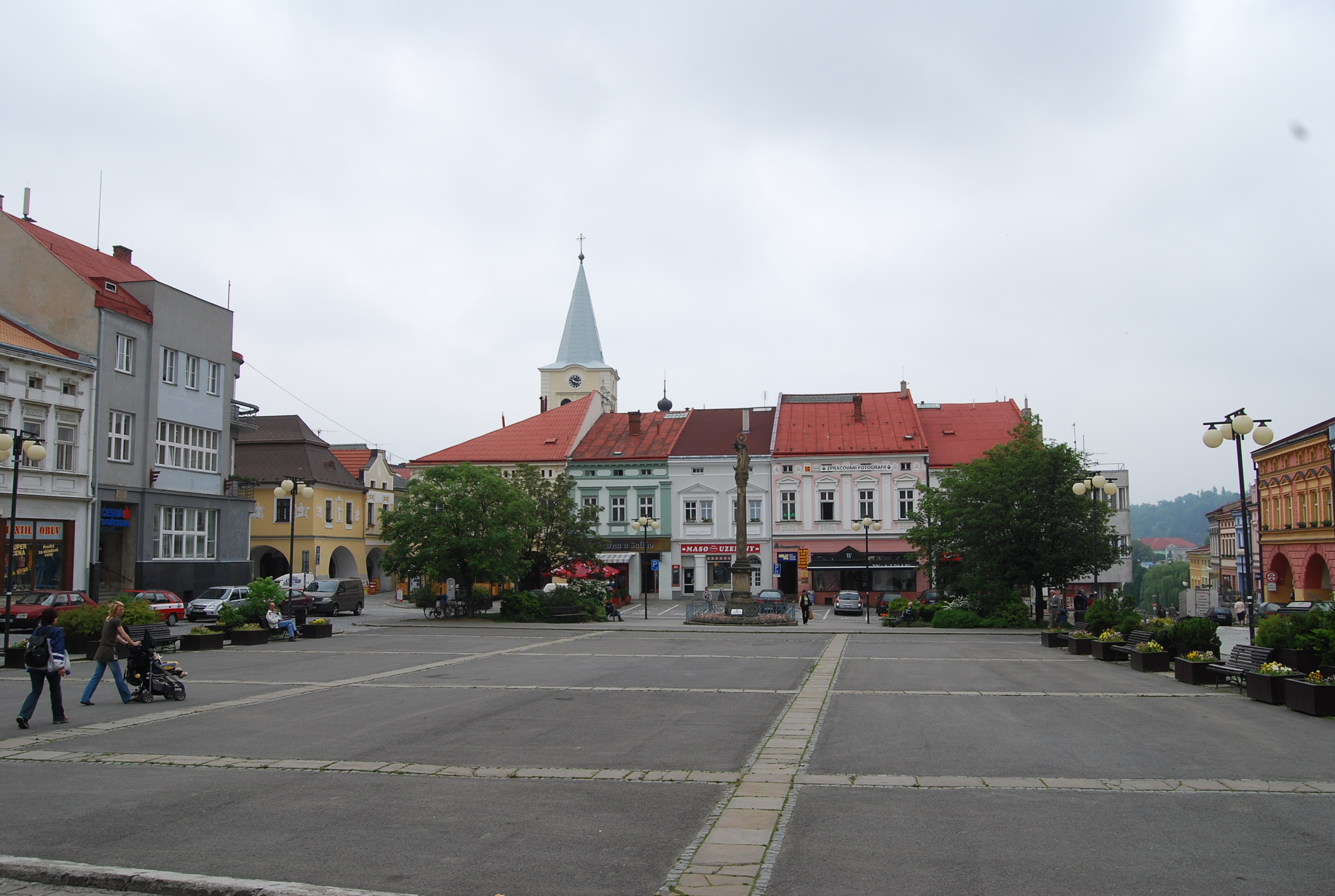
발라슈스케메지르지치

발라슈스케메지르지치(체코어: Valašské Meziříčí, 독일어: Wallachisch Meseritsch 발라히슈메제리치[*])는 체코 즐린주에 위치한 도시로 면적은 35km2, 높이는 294m, 인구는 27,960명(2012년 기준), 인구 밀도는 799명/km2이다. 행정 구역상으로는 브세틴구에 속한다.
모라바 지방 동부에 위치한 산악 지대인 모라프스케발라슈스코 지방(Moravské Valašsko)에 위치하며 13세기 문헌에서 처음으로 등장했다. 도시 이름은 체코어로 "강 사이에 있다"를 뜻하는데 이는 베치바강(Bečva)의 지류인 로주노프스카베치바강(Rožnovská Bečva)과 브세틴스카베치바강(Vsetínská Bečva) 사이에 위치한 데서 유래된 이름이다.

시기
시 문장

## 인구
| 연도           | 인구   | ±%     |
| -------------- | ------ | ------ |
| 1869           | 7,108  | —      |
| 1880           | 7,767  | +9.3%  |
| 1890           | 8,024  | +3.3%  |
| 1900           | 8,245  | +2.8%  |
| 1910           | 8,529  | +3.4%  |
| 1921           | 8,495  | −0.4%  |
| 1930           | 11,173 | +31.5% |
| 1950           | 12,413 | +11.1% |
| 1961           | 13,981 | +12.6% |
| 1970           | 19,252 | +37.7% |
| 1980           | 23,253 | +20.8% |
| 1991           | 24,864 | +6.9%  |
| 2001           | 24,130 | −3.0%  |
| 2011           | 22,922 | −5.0%  |
| 2021           | 21,709 | −5.3%  |
| 출처: Censuses |        |        |

## 자매 도시
- 네덜란드 뷔쉼
- 슬로바키아 차트차
- 슬로바키아 파르티잔스케
- 몬테네그로 부드바
- 세르비아 차차크
- 불가리아 세블리에보